# 生乳
生乳（せいにゅう、raw milk）とは、牛やヤギの乳のうち、搾ったままで、加熱殺菌などの処理を何ら行っていないものをいう。つまり搾乳しただけの乳である。生乳は、牛乳や乳製品の原料となる。

## 生乳についての誤解
牛乳のパッケージに、「生乳だけで作りました」「生乳100%使用」などと書かれることがあるが、これは、搾ったまま何も手を加えていない商品という意味ではなく、「原材料が生乳のみ」、つまり、栄養素などを何も加えていない「無添加の牛乳」という意味なので、その商品は加熱殺菌等は行われている。